# The Amazing Rhythm Aces
Albums de Amazing Rhythm Aces
Burning the Ballroom Down
(1978) How the Hell Do You Spell Rhythum?
(1980)
The Amazing Rhythm Aces  (1979) est le cinquième album du groupe de country rock américain Amazing Rhythm Aces. 

## Titres de l’album
1. "Love and Happiness" (Green, Hodges) - 4:44
2. "Lipstick Traces (On a Cigarette)" (Neville) - 3:48
3. "Homestead in My Heart" (Cameron, MIkulka) - 3:18
4. "Say You Lied" (Smith) - 2:18
5. "The Lonely One Brown" (Cameron, Smith) - 3:28
6. "Pretty Words" (McDade) - 3:52
7. "If You Gotta Make a Fool of Somebody" (Clark, Clarke) - 2:49
8. "Whispering in the Night" (Smith) - 7:12
9. "Rodrigo, Rita and Elaine" (Smith) - 3:34

## Musiciens
Amazing Rhythm Aces
- Jeff Davis - guitare basse
- Billy Earheart - claviers
- James Hooker - claviers, piano
- Butch McDade - batterie, percussions
- Russell Smith - guitare, chant
- Duncan Cameron - guitare, mandoline, banjo, dobro

Autres musiciens
- Musle Shoals Horns: Ronnie Eales, Harvey Thompson, Charles Rose, Lloyd Barry, Harrison Calloway, Ben Cauley
- Joan Baez  fait de l'accompagnement au chant sur "Homestead in My Heart"